# 五瓣の椿
『五瓣の椿』（ごべんのつばき）は、山本周五郎の時代小説。1959年1月から同年9月まで講談社の雑誌『講談倶楽部』に連載の後、同年に講談社より刊行された。
新潮文庫版でロングセラーとなっている。また、ドラマ・映画・舞台にもなっている。

## あらすじ
「紅あかい一枚の椿の花片」が現場に残される連続殺人が起きた。平簪で男を突き死に至らしめるが、そこには躊躇った様子が見えなかった。捜査にあたる八丁堀の与力、青木千之助は現場で目撃された若く美しい娘を探すが正体が掴めない。しかし幻の女が現れる場所で再び男が殺されていく。
天保5年正月に亀戸天神近くの白河端にある薬種商「むさし屋」の寮より火事が出て、主人の喜兵衛（45）、妻のおその（35）、娘のおしの（18）と一家3人が亡くなった。遺体は損傷がはげしく男女の区別さえつかない様子だった。おしのは老舗で財産家の一人娘らしくおっとりとして母親譲りのうつくしい娘だった。
おしのの最愛の父・喜兵衛が死んだ。婿に入って以来、遊びもせず身を粉にして働いた身体は労咳（結核）に蝕まれていた。一方、母・おそのは夫を避けて寮に移り住み、遊興に耽り、男を連れ込んで、不行跡を続けていた。おそのが夫の死を知ったのは、おしのと見舞いに行く約束を破って、役者と行った箱根から帰ってきてからだった。おそのは夫の遺骸を前にしても悲しまないばかりか、死人の側にいるのを嫌がる。おしのに、父への不人情をなじられると、夫を悪く言い、この人は本当の父ではないから悲しむことはないと言い放った。呆然としたおしのは一人、部屋にこもり、己を恥じない母を汚れていると思った。母の血が流れる自分の身体も汚れていると身震いした。そして実の子でない自分への父の愛情を思った時、女ばかりか人間ぜんぶを辱める罪を犯した母と母と一緒に父を苦しめた男たちに、罪を償わしてやると誓う。寮には、父が眠り、母と役者が酒を飲み抱き合って眠っている。おしのは、そこへ火を放ち、去っていった。
一年後、おりうという女が一人の男を殺した。男の傍らに一片の花びらが落ちていた。それは、喜兵衛が子どものころ悲しいことがあった時に見てすごしたと、おしのに語った椿の花びらだった…。

## 書誌情報
- 五瓣の椿（1959年、講談社）
- 五瓣の椿（1961年、講談社ロマン・ブックス）
- 五辧の椿（1964年9月29日、新潮文庫）
- 五辧の椿 改版（2002年10月、新潮文庫、ISBN 978-4-10-113405-5）
- 五辧の椿（2011年1月15日、角川春樹事務所、ISBN 978-4-75843513-0）
- 山本周五郎長篇小説全集 第十三巻 五瓣の椿・山彦乙女（2014年3月27日、新潮社、ISBN 978-4-10-644053-3）

## 映画
井手雅人脚色、野村芳太郎監督により、松竹配給で1964年11月21日に公開された。主演は岩下志麻。

### キャスト（映画）
- おしの、おりう、お倫、おみの、およね - 岩下志麻
- 岸沢蝶太夫 - 田村高廣
- むささびの六 - 大辻伺郎
- 仲次郎 - 穂積隆信
- おはな - 千之赫子
- 海野得石 - 伊藤雄之助
- おくに - 平松淑美
- おかね - 楠田薫
- 藤井新五郎 - 諸角啓二郎
- 門七 - 江幡高志
- むさし屋喜兵衛 - 加藤嘉
- おその - 左幸子
- 徳次郎 - 早川保
- 嘉助 - 青山宏
- おまき - 村上記代
- おとよ - 高橋とよ
- 菊太郎 - 入川保則
- 青木千之助 - 加藤剛
- 葛西新左衛門 - 柳沢真一
- 内村伊太夫 - 河野秋武
- 井田十兵衛 - 山本幸栄
- 上総屋七造 - 谷晃
- 香屋清一 - 小沢昭一
- 与助 - 渡辺篤
- 伊勢屋宗三郎 - 稲川善一
- 宗三郎の娘 - 久美悦子
- 小幾 - 木村俊恵
- 佐吉 - 西村晃
- 見張り番の爺 - 上田吉二郎
- 丸梅源次郎 - 岡田英次
- お孝 - 山岡久乃
- おつる - 市原悦子
- おかよ - 進藤恵美
- 石出帯刀 - 永井智雄
- 女患者 - 水木凉子
- 牢番 - 沢村いき雄

### スタッフ（映画）
- 原作 - 山本周五郎
- 監督 - 野村芳太郎
- 脚色 - 井手雅人
- 製作 - 城戸四郎、杉崎重美
- 音楽 - 芥川也寸志
- 撮影 - 川又昻
- 美術 - 松山崇、梅田千代夫
- 編集 - 浜村義康
- 配給 - 松竹

## テレビドラマ（1969年版）
1969年4月4日から同年5月9日までフジテレビ系列で放送。カラー放送。全6回。フジテレビ『おんなの劇場』の第1作。

### キャスト（1969年版）
- 藤純子[1]
- 木暮実千代[1]
- 加藤嘉[1]
- 中村賀津雄[1]
- 長門裕之[1]
- 西村晃
- 渡辺文雄
- 露口茂
- 天野新士
- 阿部寿美子[1]

ほか

### スタッフ（1969年版）
- 脚本：布勢博一
- 演出：若山勉
- 制作：フジテレビ

### ネット局（1969年版）
特筆の無い限り全て同時ネット。
- フジテレビ（制作局）
- 富山テレビ[2]
- 石川テレビ[2]
- 長野放送[3]
- 山形テレビ
- 大分放送

| フジテレビ系 おんなの劇場 | フジテレビ系 おんなの劇場 | フジテレビ系 おんなの劇場 |
| 前番組 | 番組名                    | 次番組                    |
| --- | ------------------------- | ------------------------- |
| （なし） | 五瓣の椿 （1969年版）     | 乱舞                      |
| フジテレビ系 金曜21:30 - 22:30枠 |                           |                           |
| スター千一夜 （平日21:30 - 21:45） 【19:30へ移動】お茶の間寄席（第1期） （平日21:45 - 22:00） 【19:45へ移動】宝塚映画シリーズ わが恋やまず （22:00 - 22:30） 【ここまでKTV制作枠】 | 五瓣の椿 （1969年版）     | 乱舞                      |

※『宝塚映画シリーズ』（後の『阪急ドラマシリーズ』）は『おんなの劇場』設置に伴い、30分繰り下げる。

## テレビドラマ（1981年版）
『五辮の椿 復讐に燃える女の怨念』と題して、1981年4月2日に日本テレビ系の木曜ゴールデンドラマ枠で放送。全1回。視聴率18.0%。

### キャスト（1981年版）
- おしの：大原麗子
- おその：加賀まりこ
- 三國連太郎
- 仲谷昇
- 岸田森
- 明石家さんま
- 名高達男
- 白川和子
- 山田吾一

### スタッフ（1981年版）
- 脚本：服部ケイ
- 演出：鶴橋康夫
- 制作：YTV/NNN

## テレビドラマ（1987年版）
『五瓣の椿 復讐編 焼死体をすり替えた美女の謎』および『五瓣の椿 完結編 白い肌に秘めた復讐の簪』と題して、1987年4月14日および4月21日に2週にかけてテレビ朝日系の傑作時代劇枠で放送。

### キャスト（1987年版）
- おしの：古手川祐子
- 青木千之助：近藤正臣
- 喜兵衛：田村高廣
- 丸梅源次郎：江原真二郎
- おその：生田悦子
- 菊太郎：樋口悟郎
- 海野得石：赤塚真人
- 香屋清一：尾藤イサオ
- 佐吉：冷泉公裕
- 石田信之
- 竹井みどり
- 三島ゆり子
- 山口朱美
- 樋浦勉
- 小野進也
- 高峰圭二
- 相馬剛三
- 鈴鹿景子
- 入江慎也
- 長島裕子
- 近江輝子

### スタッフ（1987年版）
- 脚本：岡本克己
- 演出：山本邦彦
- 音楽：津島利章
- 制作：東映、テレビ朝日

## テレビドラマ（2001年版）
2001年11月30日から12月28日までNHKの金曜時代劇で放送。全5回。アジアテレビ祭 最優秀賞、ゴールデンチェスト国際テレビ賞受賞。同年放送のNHK連続テレビ小説『ちゅらさん』でヒロインを務めて数々の新人賞を受賞した国仲涼子の時代劇初出演ならびに初主演作品である。
2012年9月2日から10月までアンコール放送された。また2017年3月3日から3月31日までNHK BSプレミアムのBS時代劇で「時代劇アンコール」として再放送された。さらに2022年12月4日から2023年1月8日までNHK総合テレビの『特選!時代劇』で再放送された。

### キャスト（2001年版）

#### 主要人物
- おしの - 国仲涼子
- 青木千之助 - 阿部寛
- 徳次郎 - 堺雅人
- 岸沢蝶太夫 - 国本武春（第1話）
- 海野得石 - 隆大介（第2話）
- 香屋清一 - 及川光博（第3話）
- 菱川国宣[注 2] - 竹中直人（第4話）
- 丸梅屋源次郎 - 江守徹（第5話）
- おくに - つるぎみゆき
- おつる - 左時枝（第5話）
- おその - 秋吉久美子（第1話）
- 喜兵衛 - 奥田瑛二（第1話）

#### その他
- おこよ - 中森友香
- 青木彦四郎 - 蟹江一平
- 売り子 - 林家いっ平
- おはな - 宮地雅子（第3話）
- 米沢作治 - 阿南健治
- 佐吉 - 野村祐人
- 宮部揺庵 - 秋間登
- おつや - 桂木梨江
- 中村菊太郎 - 植本潤
- 粂八 - 橘雪子
- お高 - 及川麻衣
- 七造 - 多賀勝一
- 利助 - 原田健二
- 島村東蔵 - 加納幸和
- 井田十兵衛 - 大石昭弘
- 貞之助 - 松尾勝人
- 嘉助 - 平井靖
- 矢部定謙 - 岡本富士太

### スタッフ（2001年版）
- 原作 - 山本周五郎
- 脚本 - 中島丈博
- ナレーション - 内藤啓史
- エンディングテーマ曲 - 華原朋美「あなたのかけら」
- 演出 - 黛りんたろう、野田雄介
- 制作統括 - 小林千洋
- 制作・著作 - NHK

### 放送日程
| 各話                                       | 放送日   | サブタイトル | 演出         | 視聴率 |
| ------------------------------------------ | -------- | ------------ | ------------ | ------ |
| 第1回                                      | 11月30日 | 復讐の炎     | 黛りんたろう | 11.2%  |
| 第2回                                      | 12月07日 | 変身         | 黛りんたろう | 12.7%  |
| 第3回                                      | 12月14日 | 絶体絶命     | 野田雄介     | 9.1%   |
| 第4回                                      | 12月21日 | 宿命         | 黛りんたろう | 9.8%   |
| 最終回                                     | 12月28日 | 父と娘       | 黛りんたろう | 9.6%   |
| （視聴率は関東地区・ビデオリサーチ社調べ） |          |              |              |        |

### 受賞
- 第27回ブルガリア・ゴールデンチェスト国際テレビ祭
  - 最優秀女優賞（国仲涼子）
  - 最優秀撮影賞（清水昇一郎（NHKテクニカルサービス））
- アジア・テレビ賞2002
  - 最優秀単発ドラマ/テレビ映画賞（『五瓣の椿 特別編』）

| NHK 金曜時代劇                                                  | NHK 金曜時代劇                  | NHK 金曜時代劇                        |
| 前番組                                                          | 番組名                          | 次番組                                |
| --------------------------------------------------------------- | ------------------------------- | ------------------------------------- |
| 山田風太郎 からくり事件帖-警視庁草紙より- （2001.9.28 - 11.23） | 五瓣の椿 （2001.11.30 - 12.28） | 逃亡 （2002.1.11 - 2.8）              |
| NHK BSプレミアム BS時代劇                                       |                                 |                                       |
| 雲霧仁左衛門3 （2017.1.6 - 2.24）                               | 五瓣の椿 （2017.3.3 - 3.31）    | 立花登青春手控え2 （2017.4.7 - 5.26） |